# Waleri Petrow

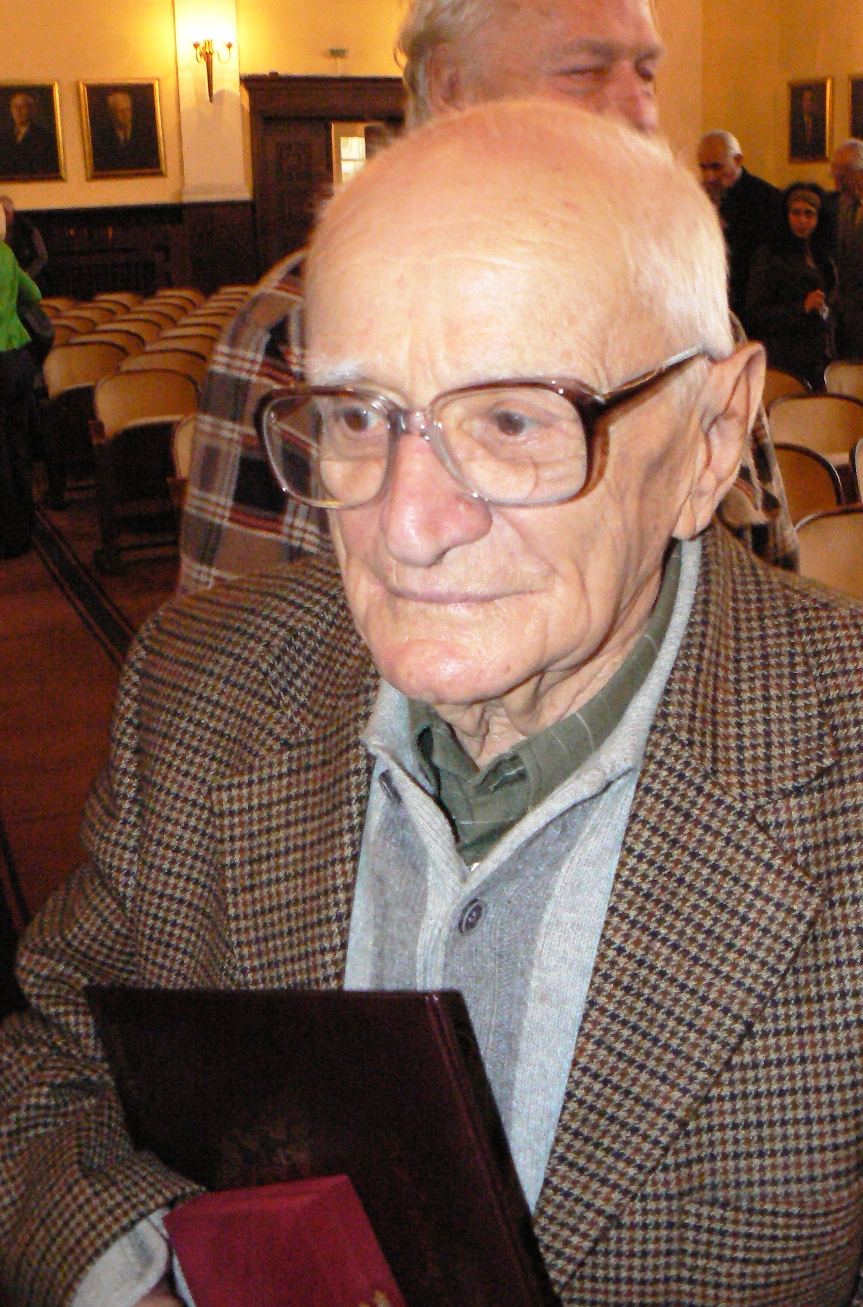
Waleri Petrow (2011)

Waleri Nisimow Petrow (gebürtig Meworach; * 22. April 1920 in Sofia, Bulgarien; † 27. August 2014 ebenda) war ein bulgarischer Schriftsteller, Dramatiker, Dichter, Drehbuchautor und Übersetzer.

## Leben
Waleri Petrow war der Sohn von Nisim Meworach und Maria Petrowa. Während sein Vater Anwalt, Politiker, bulgarischer Botschafter in den USA und UN-Gesandter war, unterrichtete seine Mutter als Lehrerin Sprachen an einer internationalen Schule. Petrow besuchte die italienische Schule in Sofia. Nachdem sich seine Eltern getrennt hatten, lebte er fortan bei seiner Mutter und nahm ihren Nachnamen an. Während seiner Schulzeit veröffentlichte er bereits seine ersten Gedichte. Sein Medizinstudium beendete er 1944 an der Universität Sofia, worauf er im Herbst und Winter als Arzt arbeitete. Den Rest des Zweiten Weltkrieges verbrachte er als Kriegsreporter bei Radio Sofia.
Nach dem Krieg gründete er die Zeitschrift Стършел mit und war von 1945 bis 1962 als Journalist und stellvertretender Chefredakteur tätig. Von 1957 bis 1960 arbeitete er als Presse- und Kulturattaché für die bulgarische Botschaft in Rom, wobei er während dieser Zeit durch die USA, Schweiz und Frankreich reiste. Parallel dazu arbeitete er allerdings immer noch als Arzt im Kloster Rila. Mit seiner Rückkehr nach Bulgarien wurde er Redakteur für das Filmstudio Бояна und für den Verlag Български писател.
Seitdem war er auch als Drehbuchautor für Spielfilme wie Die ganze Stadt sucht Vera, Ritter ohne Harnisch und Mein Freund, der Pirat tätig und schrieb Theaterstücke wie Когато розите танцуват und Сън, während er weiterhin Gedichtbände veröffentlichte. Außerdem war er als Übersetzer von Werken aus dem Englischen, Deutschen, Russischen, Italienischen und Spanischen tätig. So übersetzte er Tragödien und Komödien von William Shakespeare, den Faust von Goethe und Gedichte von Juana Inés de la Cruz ins Bulgarische.
Seit 2014 ist der Petrov Ridge nach ihm benannt, ein Gebirgskamm im Grahamland in der Antarktis.

## Werke (Auswahl)
Bücher
- Птици към север (1938)
- Стари неща малко по новому (1945)
- Стихотворения (1949)
- Книга за Китай (1958)
- Поеми (1962)
- Бяла приказка (1977)
- Копче за сън (1978)
- Пет приказки (1986)
- Стихове 2010 - 2011 (2011)

Theaterstücke
- Когато розите танцуват (1961) (dt. Tanzende Rosen, Berlin 1962, Henschelverlag)
- Импровизация (1962)
- Сън (1968)
- Честна мускетарска (1976) (dt. Grosses Musketier-Ehrenwort, Berlin 1980, Henschelverlag)

Filmografie
- 1956: Die ganze Stadt sucht Vera (Точка първа)
- 1958: Auf der kleinen Insel (На малкия остров)
- 1962: Sonne und Schatten (Слънцето и сянката)
- 1963: Wenn die Rosen tanzen
- 1966: Ritter ohne Harnisch (Рицар без броня)
- 1981: Mein Freund, der Pirat (Йо-хо-хо)

Hörspiele
- 1996: Die Zauberperle – Regie: Werner Buhss (Kinderhörspiel – MDR/DLR)